# Mongolové
Mongolové jsou etnikum žijící zejména v Mongolsku, v Čínské lidové republice a Rusku.
Mongolové nebyli pospolitý národ, spíše roztroušené kočovnické kmeny, sjednotit je se podařilo až Čingischánovi v 13. století. Mongolské kmeny pasoucí svá stáda po stepích se musely často přesouvat, tudíž nemohly žít ve stálém domově. Proto Mongolové žili v kulatých stanech – jurtách. Jurty se daly rychle rozložit a složit. Uspořádané v kruhu, připomínaly malé město.

## Dějiny národa
Předci Mongolů přišli z oblasti povodí Amuru. Na území středního a východního Mongolska žili jako lovci a sběrači už před 7 až 6 tisíci lety.
Mongolský původ pannonských Avarů byl potvrzen sérií genetických výzkumů prováděných na ostatcích příslušníků avarské elity. Na základě výsledků těchto výzkumů lze Avary ztotožnit s kmenovým svazem Rouranů, jinak též Žou-žanů, který byl v 6. století poražen Turkuty. Jádro Avarů mohlo pocházet ze zbytků mongolské říše Rouran, které doprovázely další stepní skupiny.
Kitani byli proto-mongolský kočovný národ, který si v 10. století podmanil část severní Číny a dal vzniknout dynastii Liao.
Ve 13. století bylo území dnešního Mongolska centrem Mongolské říše založené Čingischánem. Po více než sto letech se Mongolská říše rozpadla a země se vrátila do stavu vnitřních sporů a potyček. Po pádu mongolské dynastie Jüan v roce 1368 začal dlouhodobý střet mezi východními chalšskými a západními ojratskými Mongoly, který měl za následek postupné vytlačování Ojratů na západ (část Ojratů migrovala v 17. století do Ruska k povodí Volhy, odkud jsou známi pod jménem Kalmykové). Ojraty ovládaný Džúngarský chanát byl zničen dynastií Čching roku 1757 a většina Ojratů zahynula v bojích s čínskou armádou. Na územích obývaných Chalchy započalo na začátku 20. století mongolské hnutí za nezávislost, které vyústilo do vytvoření Mongolska. 

## Kultura

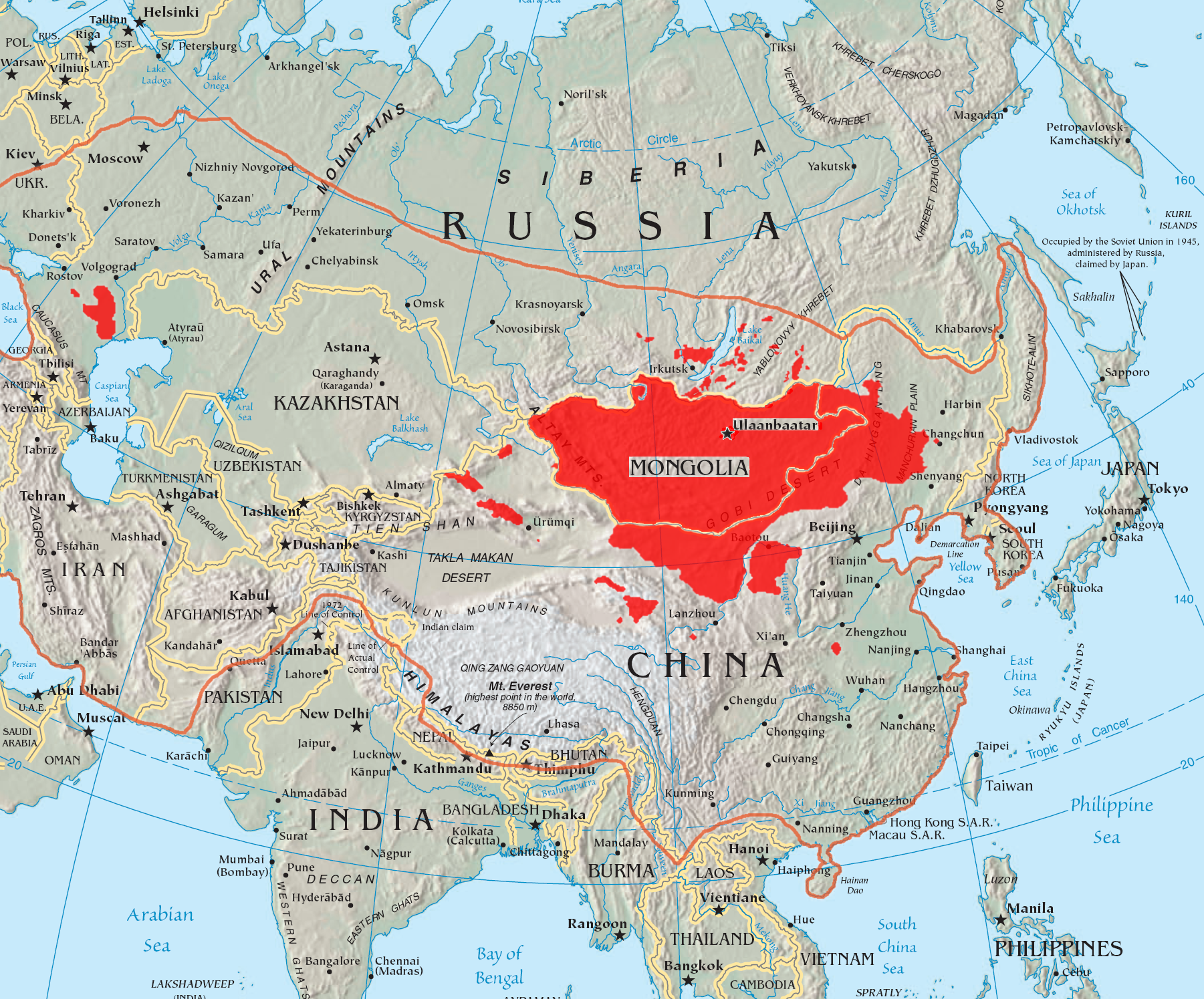
Hranice Mongolské říše ve 13. století a současné rozšíření jazyků mongolské jazykové skupiny

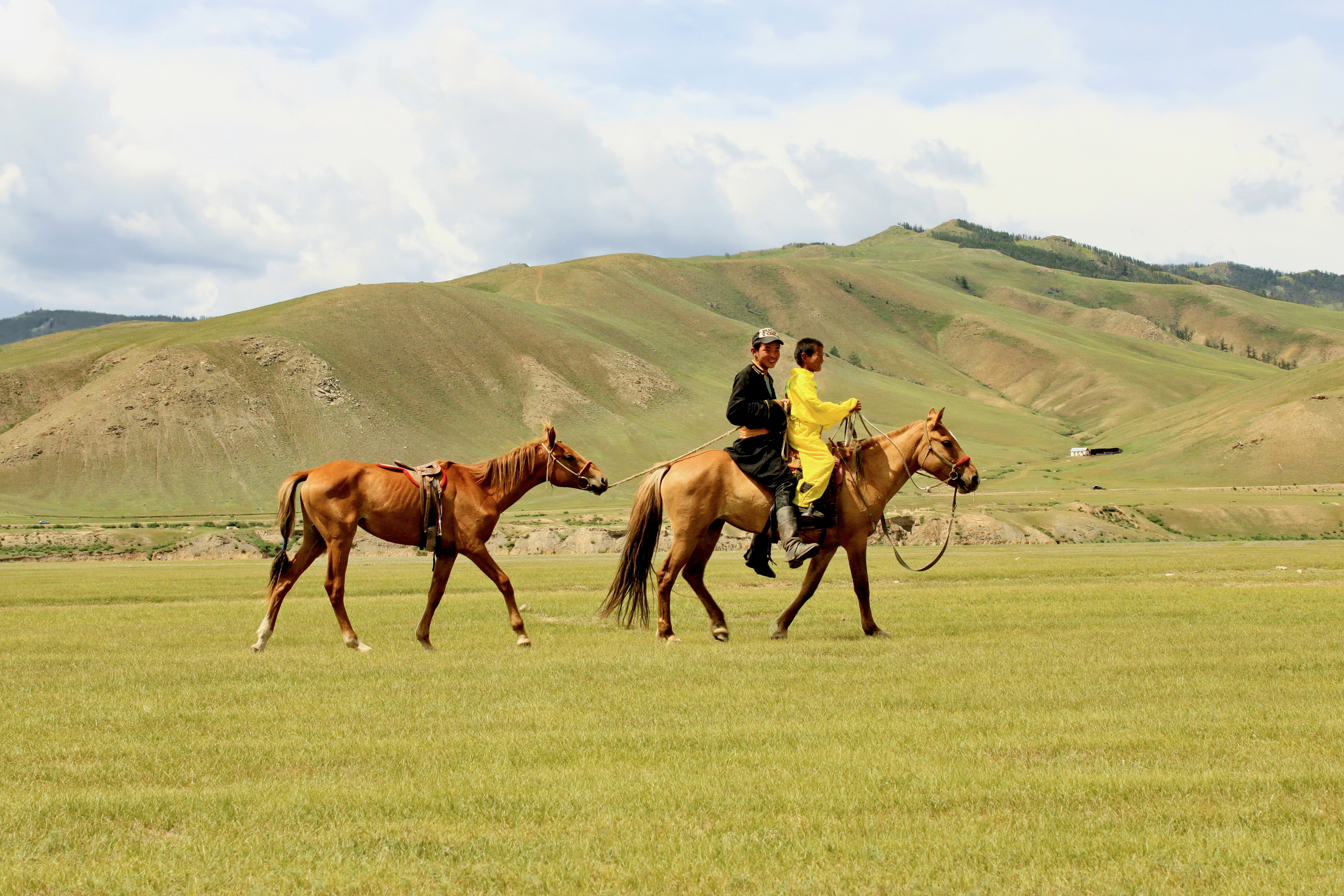
Jezdci na koních ve stepi v Mongolsku během festivalu Nádam

Mongolové převzali písmo od Ujgurů – jejich vlastní písmo vytvořené bogdgegénem Zanabazarem se neujalo. Ve 40. letech 20. století Mongolové žijící v Mongolsku začali pod sovětským vlivem používat cyrilici.
Po dobytí Číny Mongolové převzali část čínské kultury. Svoji kočovnickou identitu si však zachovali.
Mongolové nebyli ani příliš zdatní řemeslníci, ale vyráběli výborné koberce a textilní výrobky z velbloudí nebo kozí srsti. Obsahovaly zvířecí i geometrické motivy, které z části sloužily k náboženským účelům.

### Náboženství
Mongolové byli animisté, uctívali Nebe a Zemi a také bohy v stromech, ohni, vodě a kamenech. Každá rodina měla svého vlastního boha, který bydlel v jurtě a střežil jim majetek a děti. Kočovníci věřili, že každý klan má svého strážce – ducha. Tento strážce měl ve vesnici kůl s koňskými žíněmi, ke kterému kmen nosil při významných událostech (úmrtí náčelníka) obětované koně nebo lidi. Mongolští šamané provozovali magii a věštění z ovčích lopatek.
Mezi Mongoly bylo velké množství nestoriánských křesťanů, kteří se do střední Asie dostali poté, co bylo jejich učení prohlášeno Byzantinci za herezi a pronásledováno. Nestoriáni, protože na dlouhou dobu ztratili kontakty s vyspělými křesťanskými civilizacemi, měli jen velmi primitivní kulturu a provozovali primitivní formu křesťanských rituálů. Křesťanští a animističtí Mongolové běžně uzavírali manželství, včetně mongolských vládců. Ačkoliv byli nestoriáni mezi Mongoly velmi vlivní, mongolský národ nestoriánství jako celek nikdy nepřijal. Později se do mongolské říše dostali evropští křesťanští misionáři, ovšem obrátit na křesťanskou víru se jim Mongoly nepodařilo.
Od 16. století je převládajícím náboženstvím Mongolů tibetský buddhismus.

## Kočovný život
Tradičním způsobem života Mongolů bylo kočovné pastevectví. V roce 2000 se pastevectvím živila polovina obyvatel Mongolska, ale v roce 2022 to byla jen čtvrtina.

## Válečnictví

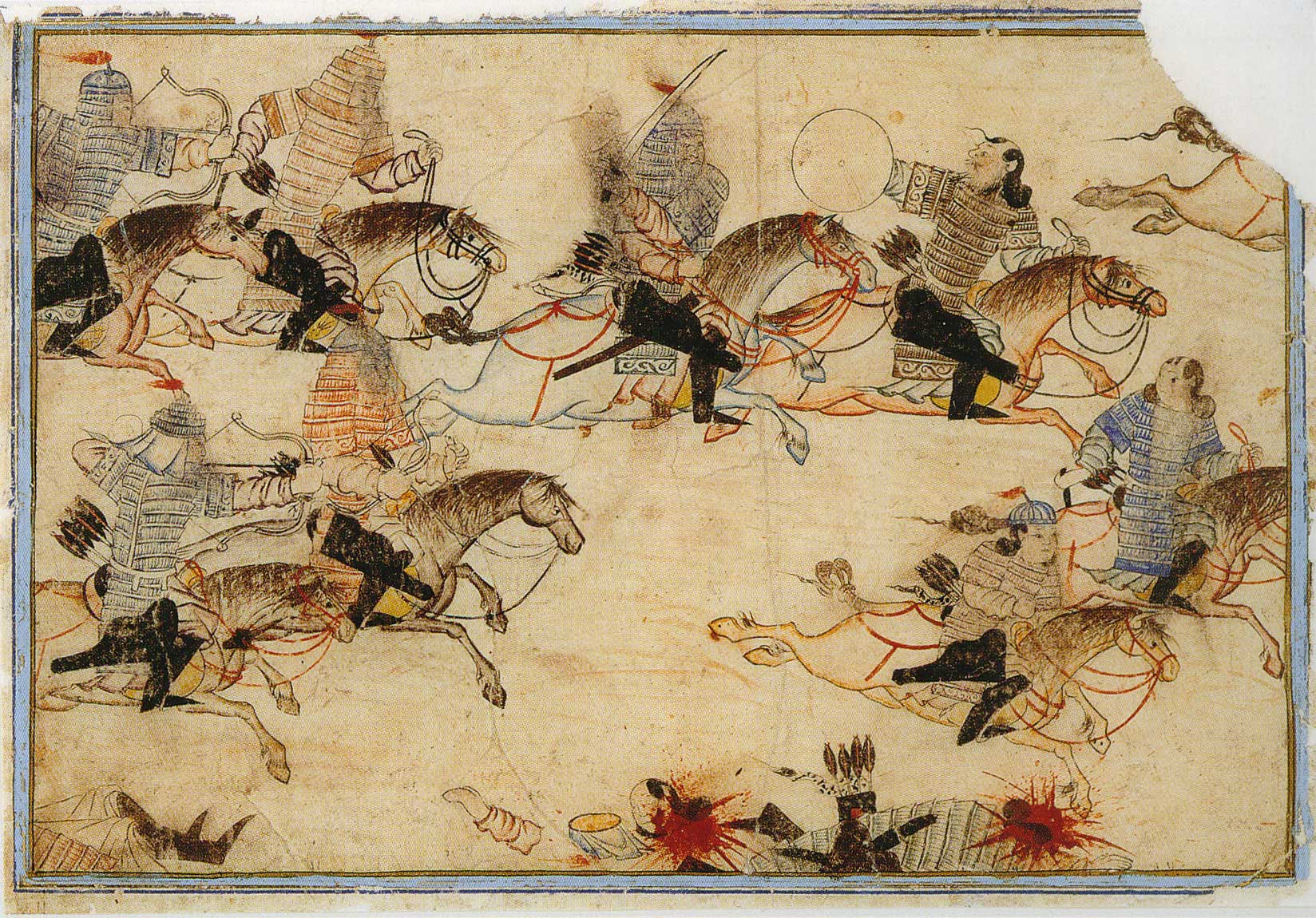
Mongolští bojovníci z počátku 14. století

Byli to hlavně výborní válečníci, kteří obsadili přes půl Asie a část Evropy. Jezdili na rychlých a malých koních, které dokázali výborně ovládat a přitom střílet z luku. Vojsko bylo přísně organizováno, vládla zde železná kázeň. Středověcí Mongolové jsou obviňováni z krutosti k dobývaným a dobytým národům. Během mongolského vpádu do Evropy se mongolští válečníci dostali až na Moravu.

## Česká mongolistika
Nejvýznamnějším českým mongolistou byl PhDr. Pavel Poucha (1905–1986). V současné době (2021) na Univerzitě Karlově se mongolistice věnují Veronika Kapišovská, Alena Oberfalcerová, Veronika Zikmundová.